# Pimen I.

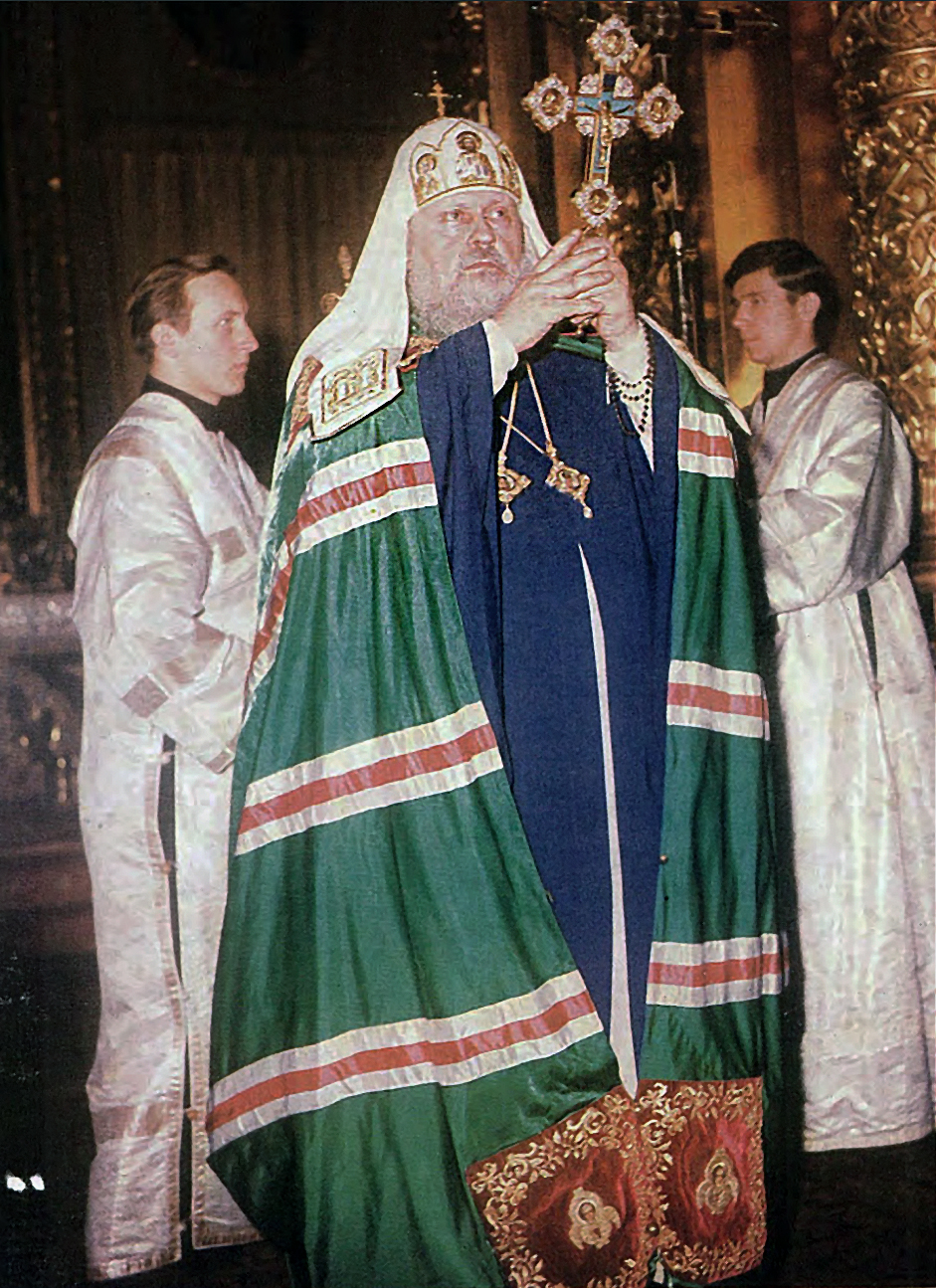
Pimen (1972)

Pimen I. (russisch Патриарх Пимен, bürgerlicher Name Sergej Michajlowitsch Iswekow, Сергей Михайлович Извеков; * 10. Julijul. / 23. Juli 1910greg. in Kobylino, Kalugaer Gouvernement; † 3. Mai 1990 im Danilow-Kloster in Moskau) war als 14. Patriarch von Moskau und der ganzen Rus von 1971 bis 1990 Oberhaupt der Russisch-Orthodoxen Kirche.

## Leben
Sergei Michailowitsch Iswekow wurde in der Industriestadt Bogorodsk ca. 50 km östlich von Moskau als Sohn eines Mechanikers geboren. Er trat bereits 1925 im Alter von 15 Jahren in ein Moskauer Kloster ein und nahm bei der Mönchsschur im Jahre 1927 den Namen Pimen nach einem ägyptischen Mönchsvater aus der Zeit der Alten Kirche an.
1931 wurde er zum Mönchsdiakon, 1932 zum Mönchspriester geweiht.
Die Biografie Pimens während der dreißiger und frühen vierziger Jahre ist nur bruchstückhaft bekannt. Nach Gerüchten, die keinen Eingang in die offizielle Biografie fanden, nahm er unter Verheimlichung seiner Mönchsgelübde als Mitglied einer Informationseinheit der Roten Armee am Zweiten Weltkrieg teil, wurde aber nach Entdeckung seiner Identität verhaftet.
Nach 1946 war er Mönch in verschiedenen russischen Klöstern und diente der Kirche in verschiedenen Positionen an verschiedenen Orten. Ab 1949 war er Statthalter des Höhlenklosters bei Pskow im Westen Russlands, ab 1954 des Dreifaltigkeitsklosters von Sergijew Possad, damals: Sagorsk. Am 17. November 1957 wurde er zum Bischof geweiht, 1960 als Leiter der Moskauer Patriarchatsverwaltung zum Erzbischof erhoben und gleichzeitig zum ständigen Mitglied des Heiligen Synods berufen. 1961 erfolgte die Ernennung zum Metropoliten von Leningrad und Ladoga, ab 1963 leitete er als Metropolit von Krutizy und Kolomna die Moskauer Eparchie. Nach dem Tod von Patriarch Alexius I. wurde er am 2. Juni 1971 vom Landeskonzil der Russisch-Orthodoxen Kirche zum Patriarchen von Moskau und ganz Russland gewählt.
Die erste Hälfte seiner Amtszeit fiel noch in die Breschnew-Ära, in der die unter Chruschtschow eingeführten restriktiveren Maßnahmen gegen die Kirche zwar nicht aufgehoben, aber doch liberaler gehandhabt wurden. Bei allen inneren Schwierigkeiten war die sowjetische Führung daran interessiert, dass die Kirche außenpolitisch in Erscheinung trat. So war Pimen I. schon vor seiner Wahl zum Patriarchen Mitglied in verschiedenen Friedensinitiativen, die von der sowjetischen Regierung angeregt wurden, um während des Kalten Krieges ihre Friedensbereitschaft zu demonstrieren. Im Juli 1977 erhielt er für diese „patriotische Arbeit“ im Sinne des Friedens den Orden des Roten Banners der Arbeit. Darüber hinaus war seine Amtszeit von der Verstärkung der ökumenischen Kontakte zu verschiedenen westlichen Kirchen geprägt. Dazu gehörte auch seine Mitarbeit in der Christlichen Friedenskonferenz (CFK), an deren V. Allchristlichen Friedensversammlung er 1978 in Prag teilnahm.
Die zweite Hälfte seiner Amtszeit fällt mit der Liberalisierung des kommunistischen Systems unter Gorbatschow zusammen. Kirchengeschichtliche Höhepunkte bedeuteten in diesem Zusammenhang zwei Jubiläen, zum einen die an die Christianisierung der Kiewer Rus unter Wladimir I. erinnernde Tausendjahrfeier der Taufe Russlands im Jahre 1988, zum anderen die Vierhundertjahrfeier des Moskauer Patriarchats im Jahre 1989.
Die Tausendjahrfeier brachte der Russisch-Orthodoxen Kirche schließlich die Anerkennung als gesellschaftlich relevante Organisation. Pimen I. wurde am 29. April 1988 von Gorbatschow empfangen und erhielt weitgehende Zusagen über die Einrichtung neuer Pfarreien und theologischer Seminare. Außerdem wurde der Kirche zum ersten Mal in der sowjetischen Geschichte in Aussicht gestellt, offiziell Religionsunterricht erteilen zu dürfen. Die Zusagen wurden allerdings erst nach Pimens I. Tod durch das Religionsgesetz vom 1. Oktober 1990 gesetzlich garantiert. Die Feierlichkeiten zur Tausendjahrfeier waren die ersten christlichen Feiern, über die in den offiziellen Medien berichtet wurde, sie wurden im Staatsfernsehen übertragen.
Bei der Vierhundertjahrfeier des Moskauer Patriarchats durfte am 13. Oktober 1989 sogar ein Totengottesdienst für die verstorbenen Patriarchen in einer der Kathedralen des Moskauer Kremls, der Uspenski-Kathedrale (Mariä-Entschlafens-Kathedrale) gefeiert werden. Es handelte sich dabei um die erste kirchliche Feier im Kreml seit 1918. Pimen I., der zu dieser Zeit bereits schwer erkrankt war, konnte den Gottesdienst nicht selbst leiten, spendete aber im Anschluss daran der vor der Kathedrale versammelten Menge seinen Segen.
Schon vor den Jubiläumsfeierlichkeiten, im Jahre 1982, hatte Pimen I. die Staatsführung darum gebeten, eines der sämtlich enteigneten Moskauer Klöster an die Kirche zurückgeben, um darin die Patriarchenresidenz und das administrative Zentrum der Russisch-Orthodoxen Kirche einzurichten. Die Bitte wurde gewährt, die Kirche durfte eines der ehemaligen Klöster wählen. Auf Grund von Pimens Entscheidung nahm sie das Danilow-Kloster wieder in Besitz und verrichtete dort die dringend benötigten Restaurierungsarbeiten. Die Wiedereinweihung des Klosters fiel mit der Tausendjahrfeier zusammen.
Die letzten Jahre der Amtszeit Pimens I. waren von einer schweren Diabetes-, zuletzt auch von einer Krebserkrankung überschattet, die ihm zeitweise das Gehen unmöglich machten. Dennoch versuchte er bis zuletzt seine Amtspflichten zu erfüllen. Der verstorbene Patriarch wurde in der Krypta der Uspenski-Kathedrale des Dreifaltigkeitsklosters von Sergijew Possad beigesetzt.